# Andriej Głuchow
Andriej Walerjewicz Głuchow (ros. Андрей Валерьевич Глухов), ur. 1 czerwca 1972) – rosyjski wioślarz. Brązowy medalista olimpijski z Atlanty.
Zawody w 1996 były jego pierwszymi igrzyskami olimpijskimi. Startował w ósemce i to w niej zdobył brązowy medal. W tej konkurencji był również trzeci na mistrzostwach świata w 1999. Brał udział w igrzyskach olimpijskich w 2000.